# Калли (река)
Ка́лли (Агали, Пальтра, Полтра, Апна, Апнасааре, Акали; эст. Kalli jõgi, Peravalla jõgi) — река на юго-востоке материковой части Эстонии, течёт по территории волости Кастре в уезде Тартумаа. Правый приток нижнего течения Эмайыги.
Длина реки составляет 21,8 км (по другим данным — 26 км). Площадь водосборного бассейна равняется 105,4 км² (по другим данным — 91,3 км²).
Начинается у деревни Лийспыллу на высоте 32,5 м над уровнем моря. В нижнем течении принимает притоки из озёр Леэгу и Сойтсеярв, а также пересекает одноимённое озеро в болоте Суурсоо. В 3,3 км от устья через протоку Каэванду сообщается с Чудским озером. Сливается с Эмайги незадолго до её впадения в Чудское озеро на высоте 30 м над уровнем моря, в 2 км юго-западнее деревни Праага.